# Mahamadou Issoufou
Mahamadou Issoufou (* 1. ledna 1952 Dandaji) je nigerský politik, který od roku 2011 do roku 2021 zastával funkci prezidenta Nigeru.

## Životopis

### Vzdělání
Mahamadou Issoufou má bakalářský titul v matematice z University of Niamey od roku 1975. Ve studiu pokračoval na Université de Science et Technologie Languedoc v Montpellieru v letech 1975 až 1976, kde získal magisterský titul v základní matematice a aplikacích. Na Univerzitě v Paříži VI studoval od roku 1976 do roku 1977, kde získal diplom pokročilých studií a statistické pravděpodobnosti. Poté od 1977 do 1979 studoval na École nationale supérieure v Saint-Étienne, kde absolvoval s diplomem stavebního inženýra dolů.[zdroj⁠?!]
Po čtyřech letech pracoval pro nigerské těžební společnosti SOMAÏR a COMINAK. Byl také ředitelem pro těžbu na nigerském ministerstvu průmyslu a hornictví. V roce 1985 se vrátil do SOMAÏR, nejprve jako generální tajemník, poté jako ředitel degradace uranu a nakonec do roku 1992 jako technický ředitel, kdy odstoupil z funkce, aby zahájil svou politickou kariéru.[zdroj⁠?!]

### 1990–1996
V roce 1990 založil společně se svými bývalými společníky ze studentských hnutí politickou stranu Nigerská strana pro demokracii a socialismus. Byl zvolen generálním tajemníkem výkonného výboru strany.[zdroj⁠?!]
Issoufou poprvé kandidoval do prezidentských voleb v roce 1993, ale byl poražen hned v prvním kole Mamadou Tandjou a později i vítězem voleb Mahamanem Ousmanem. Když byl zvolen prezident, byl 17. dubna 1993 jmenován Ousmanem předsedou vlády. Tento post zastával až do 28. září 1994, kdy byl nahrazen Souleyem Abdoulayem. Během prezidentování Ousmaneho byl v letech 1995 až 1996 prezidentem Národního shromáždění.
Když byl prezident Mahamane Ousmane svržen, Isoufou v červenci 1996 opět kandidoval na úřad prezidenta, ale byl poražen tentokrát Ibrahimem Baréou Maïnassaraem, který obdržel 52 procent hlasů.
Na prezidenta Ibrahima Baréo Maïnassaraa byl ale 9. dubna 1999 během převratu spáchán atentát, kterému podlehl.

### 1999–2011
V prezidentských volbách v roce 1999 postoupil do druhého kola prezidentských voleb, ale byl poražen s 40 procenty hlasů Mamadou Tandjou, stejně jako v dalších prezidentských volbách v roce 2004. Vzhledem k tomu, že prezident Tandja oznámil svůj záměr zůstat ve funkci i po svých dvou prezidentských mandátů a rozhodl se uspořádat referendum o vytvoření nové ústavy, která by mu umožnila znovuzvolení, a to na dobu neurčitou. Proto Mahamadou Issoufou předsedá frontě pro obnovu demokracie, která sdružuje demokratické síly a odbory v Nigeru v boji proti plánu „Tazartche“ prezidenta Tandjy. Mamadou Tandja byl 18. února 2010 svržen armádou, kterou vedl Salou Djibo. Ten slíbil, že moc předá civilistům.[zdroj⁠?!]

### Od 2011
Po vyhrání prvního kola prezidentských voleb v roce 2011 zvítězil v soubojových volbách dne 14. března 2011 s téměř 58 % hlasů proti svému oponentovi, bývalému premiérovi Seinimu Oumarouovi. Nastoupil do úřadu na 6. dubna 2011. V prezidentských volbách 20. března 2016 byl znovu zvolen s 92 % hlasů, ale opozice bojkotovala volby. Znovu kandidovat již nemohl, takže v úřadu skončí 7. dubna 2021, kdy ho nahradí Mohamed Bazoum.

## Vyznamenání
- rytíř Národního řádu Nigeru
- důstojník Národního řádu Nigeru
- komtur Národního řádu Nigeru
- velkodůstojník Národního řádu Nigeru
- velkokříž Národního řádu Nigeru – 2011

- řetěz Řádu krále Abd al-Azíze – Saúdská Arábie, 3. prosince 2018[11]